# Aeroportul Port Heiden
Aeroportul Port Heiden (IATA: PTH, ICAO: PAPH, FAA LID: PTH) este un aeroport din Alaska, Statele Unite ale Americii ce deservește zona Port Heiden⁠(d). Aeroportul a fost tranzitat în 2019 de 1.434 de pasageri. A fost numit după zona deservită.
Situat la o altitudine de 29 m, aeroportul dispune de 2 piste. Este operat de Alaska Department of Transportation & Public Facilities⁠(d).

## Infrastructură

### Piste
Aeroportul dispune de 2 piste. Pista 05/23 are suprafața de pietriș și dimensiunile 5.000 picioare × 100 picioare. Pista 13/31 are suprafața de pietriș și dimensiunile 4.000 picioare × 100 picioare. 